# Puszarruma
Puszarruma (PU-šarruma, PU-LUGAL-ma, mPU-Šàr-(rù)-ma) hettita király a territoriális hettita fejedelemségek és a Hettita Birodalom közti átmeneti időszakban élt. Életéről gyakorlatilag semmi tény nem maradt fenn. Nevének furcsa írásmódja abból adódik, hogy három akkád ékjellel írták (PU-LUGAL-ma), amelyből az elsőnek nem ismert a hettita hangzása. A LUGAL = šar(-ru). A név olvasata ezért PU+šar+(-ru+)ma = Puszarruma. Egyesek feltételezik, hogy a PU olvasata esetleg ḫišmi lehet, így Ḫišmi-Šarruma (Hiszmiszarruma) lehetett a neve, ami gyakori név a későbbi hettita korokban.
Forlanini 1993-ban kizárólag az időrend miatt feltételezte, hogy Tudhalijasz esetleg Puszarruma apja lehetett, ilyen módon a hettita óbirodalom királyi családjának őse lenne, és személye összeköttetést biztosítana a territoriális hettita fejedelemségek és a Hettita Birodalom között. Ugyanakkor ismert a KUB 11.7 áldozati lista, amelynek I/11. szakasza azt állítja, hogy Tudhalijasz fiának, PU-szarrumának áldoztak, akinek – meghatározatlan minőségű – rokona egy Labarnasz nevű ember. Amennyiben Labarnasz említése itt I. Labarnasz királyt takarja, összekapcsolódhat I. Hattuszilisz és a neszai Tudhalijasz családja. Labarnaszról annyit tudunk, hogy I. Hattuszilisz nagyapjának (akinek neve nincs feltüntetve) a veje. Ha ez a nagyapa Tudhalijasz, akkor Labarnasz PU-szarruma sógora, és Tudhalijasz I. Hattuszilisz nagyapja. Ugyanakkor az uralkodócsalád kiemelkedő tagjait felsoroló listák, illetve az áldozati listák egy bizonyos Huccijasz személyével kezdődnek, aki egyes elképzelések szerint I. Hattuszilisz nagyapja lehetett. Ez a Huccijasz esetleg azonos lehet azzal a Huccijasszal, Uhnasz fiával, akit Anittasz elfogott és Nesza városában tartott fogva, de későbbi sorsáról nincs adat. E feltevés mellett azonban a névazonosságon és Hattuszilisz uralkodói leszármazásán kívül nincs bizonyíték.
A korabeli hettita írásos források arra engednek következtetni, hogy Puszarruma fia és trónörököse Papahdilmah, míg (főképp I. Hattuszilisz örökösödési okmányai alapján) valódi utódja veje, Labarnasz volt. A töredékes feliratok szerint Puszarruma Papahdilmah távolléte alatt nevezte ki utódjának Labarnaszt. A következő polgárháborúban Labarnasz győzött.

## Lásd még
Hettita uralkodók listája